# Nazionale femminile under 17 di calcio dell'Inghilterra
La Nazionale Under-17 di calcio femminile dell'Inghilterra è la rappresentativa calcistica femminile dell'Inghilterra formata da giocatrici al di sotto dei 17 anni, gestita dalla Federazione calcistica dell'Inghilterra (The Football Association - FA).
Come membro dell'Union of European Football Associations (UEFA), partecipa a vari tornei di calcio internazionali ufficiali, il campionato europeo e il Campionato mondiale FIFA di categoria, e a invito, come il Torneo di La Manga.
I risultati più prestigiosi ottenuti dalla formazione Under-17 sono il terzo posto nel campionato europeo UEFA, conquistato nell'edizione 2016, e il quarto posto nel campionato mondiale FIFA, raggiunto nell'edizione di Nuova Zelanda 2008.

## Risultati agli Europei Under-17
- 2008: Quarto posto
- 2009: Non qualificata
- 2010: Non qualificata
- 2011: Non qualificata
- 2012: Non qualificata
- 2013: Non qualificata
- 2014: Quarto posto
- 2015: Fase a gironi
- 2016: Terzo posto
- 2017: Fase a gironi
- 2018: Quarto posto
- 2019: Fase a gironi
- 2020 - 2021: Tornei cancellati
- 2022: Non qualificata
- 2023: Semifinalista
- 2024: Secondo posto

## Piazzamenti ai Mondiali Under-17
- 2008: Quarto posto
- 2010: Non qualificata
- 2012: Non qualificata
- 2014: Non qualificata
- 2016: Quarti di finale
- 2018: Non qualificata
- 2022: Non qualificata
- 2024: Quarto posto